# مزاپا (پنسیلوانیا)
مزاپا (به انگلیسی: Mazeppa) یک منطقهٔ مسکونی در ایالات متحده آمریکا است. مزاپا ۱۵۶٫۹۷ متر بالاتر از سطح دریا واقع شده‌است.